# Kolbenmaschine
Kolbenmaschinen sind Fluidenergiemaschinen mit einem Arbeitsraum, dessen Volumen durch einen meist periodisch bewegten Verdränger (Kolben) intermittierend verändert wird.
Der Fluidstrom sowie Druckunterschiede zwischen Ein- und Auslauf sind bei Kolbenmaschinen infolge der intermittierenden Arbeitsweise veränderlich, was sie von kontinuierlich arbeitenden Strömungsmaschinen wie Gasturbinen unterscheidet, bei denen Fluidstrom und Druckverlauf stationär konstant bleiben.
Allgemein kann es sich dabei sowohl um Arbeitsmaschinen handeln (in der Sichtweise der Hydraulik: „Geber“), als auch um Kraftmaschinen (Motoren; in der Hydraulik: „Nehmer“), wobei manche Kolbenmaschinen auch reversibel in beide Richtungen arbeiten können, wie Hydraulikzylinder sowie manche Hydraulikpumpen, die umgekehrt als Hydraulikmotor funktionieren oder ein Stirling-Motor, der als Arbeitsmaschine angetrieben zur Wärmepumpe wird.
Grundsätzlich zu unterscheiden sind zwei kinematische Prinzipien:
- Hubkolbenmaschinen, bei denen der Verdränger ein Kolben ist, der sich in einem Zylinder hin- und herbewegt. Im weitesten Sinn zählen auch mit einer Membran arbeitende Maschinen (Membranpumpe, Membranzylinder) zu den Kolbenmaschinen.
- Rotationskolbenmaschinen, bei denen sich speziell geformte Verdränger entweder nur drehen oder dazu noch auf einer Kreisbahn umlaufen.

## Hubkolbenmaschinen
Bei Hubkolbenmaschinen ist der Verdränger ein mehr oder weniger scheibenförmiger Kolben (engl. piston), der sich in einem Zylinder hin- und herbewegt, oder ein zylindrischer Plunger, der zum Beispiel in einer Stopfbuchse läuft. Hubkolbenmaschinen gibt es sowohl als Arbeitsmaschine (Pumpe = Geber) wie auch als Kraftmaschine (Nehmer), die eine Last antreiben, wie ein Hydraulikzylinder. Ähnliche Prinzipien gelten in der Pneumatik, wobei dann jedoch zusätzlich die Kompressibilität des Arbeitsgases mit Verdichtung und Expansion zu berücksichtigen ist. Zu unterscheiden sind je nach Art der Kinematik:
- Einfache Hubkolbenmaschinen, die über eine Schubstange direkt mit ihrer Linearbewegung wirken, wie einfache Pneumatikzylinder, Hydraulikzylinder oder eine Plungerpumpe: → Hauptartikel: Pneumatikzylinder, Hydraulikzylinder und Plungerpumpe

- Hubkolbenmaschinen mit Kurbeltrieb, bei denen die Linearbewegung kinematisch über eine Schubkurbel in eine Rotationsbewegung umgesetzt wird, wie Hubkolbenpumpen und -verdichter (Kompressor) als Arbeitsmaschinen sowie Hubkolbenmotoren als Kraftmaschinen: → Hauptartikel: Hubkolbenpumpe, Hubkolbenverdichter und Hubkolbenmotor

- Flugkolbenmaschinen übertragen die Linearbewegung hingegen über eine Zahnstange auf eine Welle (Zahnstangentrieb), wie der Flugkolbenmotor: → Hauptartikel: Flugkolbenmotor

- Freikolbenmaschinen, bei denen der Kolben selbst unmittelbar mit seiner Linearbewegung wirkt, sind meist Freikolbenmotoren wie Explosionsrammen oder Freikolben-Lineargeneratoren oder mit einer Turbine kombiniert wie der Pescara Gasgenerator, bei dem ein Freikolben-Dieselmotor gegen  Gasfedern arbeitet und seine Abgase in einer Turbine als Kraftmaschine genutzt werden:[2] → Hauptartikel: Freikolbenmotor

Doppeltwirkender kombinierter Hubkolbenexpander-Verdichter
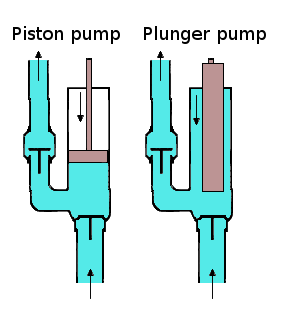
Kolbenpumpe und Plungerpumpe
Hubkolbenmaschine mit Kurbeltrieb, der oberen und unteren Totpunkt bestimmt und damit eine der Komponenten ist, die Hubraum und Verdichtungsverhältnis beeinflussen
Freikolbenmaschine: Im Pescara Gasgenerator ist ein Freikolbenmotor mit einer von den Abgasen angetriebenen Gasturbine kombiniert

## Rotationskolbenmaschinen

Drehkolbenpumpe

Als Kreiskolbenmaschine zählt auch der Wankel-Motor zu den Kolbenmaschinen

Bei Rotationskolbenmaschinen rotieren speziell geformte Verdränger, so dass der Kurbeltrieb entfällt. Zu unterscheiden sind hier nach der Art der Kinematik:
- Drehkolbenmaschinen mit unmittelbarer Drehbewegung des Kolbens sind Drehkolbenpumpen, wie Drehschieberpumpen, Zahnradpumpen oder Roots-Gebläse, die umgekehrt auch als Hydraulikmotor arbeiten können: → Hauptartikel: Drehkolbenpumpe, Drehkolbenmotor und Zahnradpumpe→ Hauptartikel: Roots-Gebläse Zu den Drehkolbenpumpen zählen auch die Flüssigkeitsringpumpen.

- Kreiskolbenmaschinen, speziell Kreiskolbenpumpen oder Kreiskolbenmotoren mit besonderer Kinematik wie der Wankel-Motor, der als periodisch arbeitende Fluidenergiemaschine bei veränderlichem Druckverlauf mit einem kreisenden und sich dabei drehenden Kolben arbeitet: → Hauptartikel: Kreiskolbenpumpe, Rotationskolbenmotor und Wankel-Motor

| Bezeichnung                             | Kürzel | Rotierende Massenkräfte | Oszillierende Massenkräfte | Beispiel          |
| --------------------------------------- | ------ | ----------------------- | -------------------------- | ----------------- |
| Drehkolbenmaschinen                     | DKM    | –                       | –                          | Roots-Gebläse     |
| Kreiskolbenmaschinen                    | KKM    | +                       | –                          | Wankelmotor       |
| Drehkolbenartige Umlaufkolbenmaschinen  | DUKM   | –                       | +                          |                   |
| Kreiskolbenartige Umlaufkolbenmaschinen | KUKM   | +                       | +                          | Flügelzellenpumpe |

Bei DUKM und KUKM sind in der Regel die Drehzahlen begrenzt, wenn die Massenkräfte nicht ausgeglichen werden können.
| Maschinenart                                           | Arbeitsmaschinen | Kraftmaschinen                                                   |
| ------------------------------------------------------ | ---------------- | ---------------------------------------------------------------- |
| Hydraulische Kolbenmaschinen (≈ inkompressible Medien) | Kolbenpumpen     | Hydraulikmotoren                                                 |
| Thermische Kolbenmaschinen (kompressible Medien)       | Kolbenverdichter | Verbrennungsmotor Gasexpansionsmotor Dampfmaschine Stirlingmotor |